# Лихновски, Игор
Иго́р Лихно́вски Осо́рио (исп. Igor Lichnovsky Osorio; род. 7 марта 1994, Пеньяфлоре, Чили) — чилийский футболист, защитник клуба «УАНЛ Тигрес» и сборной Чили. На правах аренды выступает за клуб «Америка» (Мехико).

## Биография
Игор Лихновски родился 7 марта 1994 в Пеньяфлоре, Чили. Его дед — словак, а отец — австриец, поэтому у него не было никаких проблем при получении паспорта гражданина Европейского союза для последующей продажи в Европу.

## Клубная карьера
Лихновски — воспитанник футбольной академии клуба «Универсидад де Чили». 8 октября 2011 года в товарищеском матче против перуанской команды «Альянса Лима» состоялся неофициальный дебют Игора за Универсидад. После уверенной игры, показанной в матчах за команду резервистов и юношескую национальную сборную, защитником заинтересовались в лондонском «Челси». 21 ноября в матче против «Универсидад Католика» Лихновски дебютировал в чемпионате Чили. В этой встрече он был признан лучшим футболистом матча. 30 апреля 2012 года во встрече против «Коло-Коло» Игор забил первый гол за клуб. В составе «Универсидада» Лихновски дважды выиграл чемпионат Чили в сезонах Клаусуры 2011 и Апертуры 2012, а также Южноамериканский кубок 2011.
5 октября 2011 года агент «Челси» Хорхе Авиаль заявил, что клуб будет следить за его дальнейшим развитием и может подписать его в ближайшем будущем. Немецкий «Байер 04» также хотел подписать игрока. Пьер Литтбарски ездил в Чили, чтобы лично посмотреть на его игру, однако ему не очень повезло. По сообщениям СМИ итальянский «Интер» и португальский «Порту» также хотели видеть игрока в своем составе. 20 августа 2012 «Универсидад де Чили» получил предложение от «Байера 04» в размере 5 миллионов долларов о покупке игрока, которое было отклонено.
Летом 2014 года перешёл в португальский «Порту». Из-за высокой конкуренции Игор отыграл сезон за дублирующую команду. В начале 2016 года для получения игровой практики Лихновски на правах аренды перешёл в хихонский «Спортинг». 17 февраля в матче против «Барселоны» он дебютировал в Ла Лиге. Летом 2016 года Игор вновь был отдан в аренду, его новый клубом стал «Реал Вальядолид». 21 августа в матче против «Овьедо» он дебютировал за новую команду. 3 сентября в поединке против «Жироны» Лихновски забил свой первый гол за «Реал Вальядолид».
Летом 2017 года Игор перешёл в мексиканскую «Некаксу». 24 июля в матче против «Веракрус» он дебютировал в мексиканской Примере. По окончании сезона Лихновски перешёл в «Крус Асуль». 29 июля 2018 года в матче против «Гвадалахары» он дебютировал за новую команду. 31 марта 2019 года в поединке против «Монтеррея» Игор забил свой первый гол за «Крус Асуль». В составе клуба он завоевал Кубок Мексики.
В 2020 году Лихновски перешёл в аравийский «Аш-Шабаб». 23 октября в матче против «Аль-Раед» он дебютировал в чемпионате Саудовской Аравии. 11 декабря в поединке против «Аль-Иттихад» Игор забил свой первый гол за «Аш-Шабаб». В начале 2022 года Лихновски вернулся в Мексику, подписав контракт с УАНЛ Тигрес. 13 февраля в матче против «Гвадалахары» он дебютировал за новую команду. 22 мая в поединке против «Атласа» Игор забил свой первый гол за УАНЛ Тигрес.

## Международная карьера
В 2011 году в составе юношеской сборной Чили Игор принял участие в юношеском чемпионате Южной Америки в Эквадоре. На турнире он сыграл в матчах против сборных Бразилии.
В начале 2013 года Лихновски в составе молодёжной сборной Чили принял участие в молодёжном чемпионате Южной Америки в Аргентине. На турнире он сыграл в матчах против команд Аргентины, Уругвая, Перу, Боливии, Парагвая и дважды Колумбии. В поединке против колумбийцев Игор забил гол.
Летом того же года Лихновски принял участие в молодёжном чемпионате мира в Турции. На турнире он сыграл в матчах против сборных Египта, Англии, Хорватии и Ганы.
15 ноября 2014 года в товарищеском матче против сборной Венесуэлы Игор дебютировал за сборную Чили.
В 2019 году в составе сборной Лихновски принял участие в Кубке Америки в Бразилии. На турнире он сыграл в матче против сборной Уругвая.

## Достижения
Клубные
«Универсидад де Чили»
- Победитель чилийской Примеры (2) — Клаусура 2011, Апертура 2012
- Обладатель Южноамериканского кубка — 2011

«Крус Асуль»
- Обладатель Кубка Мексики — 2018